# Konvicted
| Đánh giá chuyên môn  | Đánh giá chuyên môn |
| Nguồn đánh giá       | Nguồn đánh giá      |
| Nguồn                | Đánh giá            |
| -------------------- | ------------------- |
| Allmusic             | [ 1 ]               |
| DJBooth.net          | [ 2 ]               |
| Entertainment Weekly | B                   |
| The Guardian         | [ 4 ]               |
| HipHopDX             | [ 5 ]               |
| Robert Christgau     | [ 6 ]               |
| Rolling Stone        | [ 7 ]               |
| Spin                 | (6/10)              |
| Sputnikmusic         | [ 9 ]               |
| USA Today            | [ 10 ]              |

Konvicted là album thứ hai của ca sĩ hip hop và R&B Akon. Nó được phát hành vào tháng 11 năm 2006. Album này có những bài hát thu thanh chung với Eminem, Snoop Dogg, Styles P và T-Pain. Bản bạch kim thượng hạng được phát hành vào ngày 28 tháng 8 năm 2007 với ba bài hát mới bao gồm hit single "Sorry, Blame It on Me".

## Danh sách bài hát trong album
1. "Shake Down" (Thiam, A./ Tuinfort, G.) – 3:52
2. "Blown Away" (hát với Styles P) (Thiam, A./ Styles, D./ Tuinfort, G.) – 3:29
3. "Smack That" (hát với Eminem) (Thiam, A./ Mathers, M./ Resto, L./ Strange, M.) – 3:32
4. "I Wanna Fuck You" (bản thô)"/I Wanna Love You" (bản sạch) (hát với Snoop Dogg) (Thiam, A./ Broadus, C.) – 4:07
5. "The Rain" (Thiam, A./ Crocker, S./ Reynolds, D./ Thomas, Theron/ Thomas, Timothy) – 3:27
6. "Never Took the Time" (Thiam, A./ Bryce, K./ Skinner, S.) – 3:57
7. "Mama Africa" (Thiam, A./ Abdulsamad, H./ Browne, D./ Dixon, B./ Dwyer, E./ Elton, P./ Gowdy, B./ Otto, T./ Richards, D.) – 4:26
8. "I Can't Wait" (hát với T-Pain) (Thiam, A./ Najm, F.) – 3:46
9. "Gangsta Bop"(Thiam, A./ Nielsen, T./ Rask, R.) – 3:25
10. "Tired Of Runnin'" (Thiam, A./ Banks, H./ C. Hampton/ Jackson, R.) – 4:33
11. "Once In A While"(Thiam, A./ Boulai, B./ Prokop, S.) – 3:57
12. "Don't Matter"(Thiam, A./ Lawson, A. – 4:52
13. "Gringo" (Thiam, A.) – 4:32 (bonus track phiên bản Anh)

Phiên bản Brasil
1. "Sorry, Blame It on Me" (Thiam, A.) – 4:57
2. "Rush" (hát với Kardinal Offishall) (Thiam, A./ Harrow, J./ Rask, R.) – 3:34
3. "Don't Matter" (Calypso phối lại) (Thiam, A./ Lawson, A.) – 5:10
4. "Lonely" – 3:57

Phiên bản thượng hạng của Anh
1. "Sorry, Blame It on Me" (Thiam, A.) – 4:57
2. "Rush" (hát với Kardinal Offishall) (Thiam, A./ Harrow, J./ Rask, R.) – 3:34
3. "Don't Matter" (Calypso phối lại) (Thiam, A./ Lawson, A.) – 5:10
4. "Gringo"(bonus track phiên bản Anh)
5. "I Wanna Love You" (Sạch) (hát với Snoop Dogg) (Thiam, A./ Broadus, C.) – 4:07

Phiên bản US Circuit City
1. "Struggle Everyday" (Thiam, A.) – 3:53

Phiên bản Thượng hạng Mỹ
1. "Sorry, Blame It on Me" (Thiam, A.) – 4:57
2. "Rush" (hát với Kardinal Offishall) (Thiam, A./ Harrow, J./ Rask, R.) – 3:34
3. "Don't Matter" (Calypso phối lại) (Thiam, A./ Lawson, A.) – 5:10
4. "Lonely" (Bonus track)

Phiên bản US Target
1. "Gringo"

Phiên bản US Wal-Mart
1. "Fair to You" (Thiam, A.) – 2:59
2. "Still Alone" (Thiam, A./ Lawson A.) – 4:18
3. "Mama Africa" [Trực tiếp]
4. "I Wanna Love You" [Trực tiếp]

## Đoạn nhạc mẫu
- "Mama Africa" lấy mẫu theo "Dem Gone" của Gentleman
- "Tired of Runnin'" lấy mẫu theo"(If Loving You Is wrong) I Don't Want to Be Right" của Bobby Bland
- "Once in a While" lấy mẫu theo"I'd Be So Happy" của 3 Dog Night

## Nhóm sản xuất
- Điều hành sản xuất: Devyne Stephens and Akon
- Giám đốc A&R: Devyne Stephens and Akon
- Quản trị A&R: Tashia Stafford and Jason "Chyld" Kpana
- Giám đốc sáng tạo: Devyne Stephens
- Thu đĩa gốc: Eddy Schreyer
- Quảng bá: Elise Wright and Jason "Chyld" Kpana
- Giám đốc nghệ thuật và thiết kế: Joe Spix
- Nhiếp ảnh: Jonathan Mannion
- Thiết kế trang phục: Fiskani
- Pháp lý: Sandra L. Brown

## Bảng xếp hạng
Konvicted ra mắt ở vị trí số 2 trên bảng xếp hạng Billboard 200 của Mỹ, với doanh số trong tuần đầu phát hành là 284.000 bản. Album đứng trong top 20 trong 28 tuần liên tục, sau đó dần dần tụt khỏi bảng xếp hạng. Ngày 19 tháng 11 năm 2007, Hiệp hội Công nghiệp ghi âm Mỹ RIAA đã chứng nhận album 3 đĩa bạch kim, tương ứng doanh số 3 triệu bản tiêu thụ được. Đây là album bán chạy thứ hai tại Mỹ năm đó.

## Vị trí xếp hạng và chứng nhận
| Bảng xếp hạng                  | Phát hành bởi                   | Vị trí cao nhất | Chứng nhận  | Doanh số   |
| ------------------------------ | ------------------------------- | --------------- | ----------- | ---------- |
| Billboard 200                  | Billboard                       | 2               | 3x Bạch kim | 3.000.000+ |
| Billboard Comprehensive Albums | Billboard                       | 2               | 3x Bạch kim | 3.000.000+ |
| Billboard Internet Albums      | Billboard                       | 2               | 3x Bạch kim | 3.000.000+ |
| Billboard R&B/Hip-Hop Albums   | Billboard                       | 2               | 3x Bạch kim | 3.000.000+ |
| Official UK Album Chart        | BPI/The Official Charts Company | 16              | 3x Bạch kim | 490.000+   |
| Úc Album Chart                 | ARIA                            | 16              | Bạch kim    | 70.000+    |
| Úc Urban Album Chart           | ARIA                            | 3               | Vàng        |            |
| Bỉ Album Chart                 | Ultratop / Nielsen              | 15              | Vàng        | 350.000+   |
| Brasil Albums Chart            | ABPD                            |                 | 3x Bạch kim | 250,000+   |
| Canada                         | Nielsen Soundscan               | 4               | 2x Bạch kim | 200.000+   |
| Cộng hòa Séc Album Chart       | IFPI                            | 23              |             |            |
| Đan Mạch Album Chart           | IFPI / Nielsen                  | 31              |             |            |
| Pháp Album Chart               | SNEP/IFOP                       | 7               | 2x Bạch kim | 400.000+   |
| Ireland Album Chart            | IRMA                            | 12              | Bạch kim    |            |
| Nhật Bản Album Chart           | Oricon                          | 18              | Vàng        | 85.000+    |
| New Zealand Album Chart        | RIANZ                           | 1               | Vàng        | 100.000+   |
| Thụy Điển Album Chart          | GLF                             | 41              |             |            |
| Thụy Sĩ Album Chart            | Media Control Europe            | 23              | Vàng        | 98.100+    |